# Viola disiuncta
Viola disiuncta är en violväxtart som beskrevs av Wilhelm Becker. Viola disiuncta ingår i släktet violer, och familjen violväxter. Inga underarter finns listade i Catalogue of Life.